# Tribigild
Tribigild, també anomenat Tarbigilus (llatí: Tribigildus; en grec: Τριβιγίλδος) va ser un general ostrogot la rebel·lió del qual contra l'Imperi Romà d'Orient va precipitar una important crisi política durant el regnat de l'emperador Arcadi, la revolta goda de Tribigild.
Tribigild apareix en els registres històrics com a líder d'una colònia de genets mercenaris greutungs a Nakoleia, Frígia i com a confederat militar de l'estat romà, amb el rang de comes. Aquest grup de gots i greutungs que s'havien establert a Frígia eren majoritàriament restes del grup de gots que havia estat sota el comandament d'Odoteu abans que fos derrotat en batalla. Tribigild va rebre el comandament d'aquest grup i el rang de comes, a causa d'una victòria contra els huns el 386. El 399, a causa d'un insult al seu honor causat per una recepció insuficientment extravagant a la cort imperial de Constantinoble, es va revoltar contra Arcadi. Tribigild va enviar els seus exèrcits a saquejar l'interior d'Àsia Menor, incloent-hi regions i assentaments com Pamfília i Pisídia. El seu exèrcit va ser emboscat i destruït per una milícia local, i els pocs supervivents i Tribigild van escapar subornant un oficial romà perquè els deixés escapar. Quan van arribar les legions imperials, va poder subvertir fàcilment la lleialtat dels seus companys gots, que eren el nucli combatiu de la força, i dispersar la resta.
Els saquejos i els rumors sobre el creixent poder de Tribigild van obligar el primer ministre d'Arcadi, l'eunuc Eutropi, a enviar una força expedicionària liderada pel general Gaines a través de l'Hel·lespont. Segons l'escriptor Claudià, a la seva obra In Eutropium, un altre general anomenat Lleó va ser enviat a lluitar contra Tribigild. Aquest general va lluitar sota mals presagis, amb homes febles i indisciplinats. Durant la batalla, la seva cavalleria i infanteria es van interposar entre ells, i Tribigild els va capturar en una emboscada. Gaines, que era de la mateixa tribu que Tribigild, i potser era parent seu, possiblement va veure potencial en aprofitar el motí per deposar Eutropi. Va tornar per informar que el rebel era insuperable i que la negociació seria la tàctica més segura. Es va satisfer una demanda per la sang vital d'Eutropi, potser negociada per endavant per Gaines i Tribigild. Com que Aelia Eudoxia, l'esposa d'Arcadi, ja s'oposava a Eutropi, Arcadi va acceptar les demandes i va destituir Eutropi del poder.
El prefecte del pretori Flavi Aurelià va substituir Eutropi i va esdevenir cònsol l'any 400. Gaines, enfurismat per no haver estat recompensat, va marxar sobre Calcedònia i va exigir que se li atorgués el càrrec de magister militum i la deposició d'Aurelià com a compensació. Tots dos desitjos van ser concedits, però Gaines no tenia gaire influència sobre la cort, ja que tenia molt poques connexions polítiques i s'havia fet enemic de l'emperador Arcadi i l'emperadriu Eudòxia. Gaines es va aliar obertament amb Tribigild, i junts van marxar a través del Bòsfor cap a Constantinoble. Tribigild va morir mentre lluitava a Tràcia, mentre que Gaines va sobreviure i va ocupar Constantinoble. La seva estada a Constantinoble va resultar desastrosa, i la ciutadania va organitzar un pogrom que va matar molts dels seus homes. Gaines i el seu exèrcit van ser derrotats en batalla pel general Flavi Fravita. Gaines va escapar a través del Danubi i va ser assassinat pel líder hun Uldin.